# 胡霖澍
胡霖澍（?—?），湖北黄岗人，清朝政治人物。进士出身。

## 生平
道光二十七年，登进士。道光30年（1850年），擔任清朝遵义府婺川縣知縣。后由蒯關保接任。